# Чижов, Сергей Петрович
Серге́й Пе́трович Чижо́в (1924 — неизвестно) — советский футболист, нападающий.
Всю карьеру провёл в харьковских командах. В 1948 году играл в группе II в «Дзержинце». В 1949—1955 годах выступал за «Локомотив»: в 1949—1950, 1953—1954 годах в чемпионате провёл 97 игр, забил 24 гола, в 1951—1952, 1955 годах в группе «Б» в 55 матчах забил 20 голов. В 1956 году играл в чемпионате Украинской ССР за «Энергию».